# Odeška oblast
Odeška oblast (ukrajinsko Одеська область, latinizirano: Odes'ka oblast'), pogovorno tudi Odeščina (ukrajinsko Одещина, latinizirano: odeščyna) je oblast v jugozahodni Ukrajini. Njeno upravno središče je mesto Odesa.
Na severu in vzhodu meji z Viniško, Kirovogradsko in Mikolajivsko oblastjo, z vzhoda in jugovzhoda jo obliva Črno morje, na jugu meji z Romunijo in na zahodu z Moldavijo. Pod Odeško oblast spada tudi Kačji otok v Črnem morju.
S 33.314 km² je največja ukrajinska oblast. Leta 2021 je imela 2.368.107 prebivalcev, od tega dobri dve petini (1.015.826) v Odesi, ostala večja mesta pa so Izmajil (70.731), Čornomorsk (58.542) in Bilgorod-Dnistrovski (48.197).

## Upravne delitve
Pred reformo leta 2020 se je oblast delila na 26 rajonov in 9 mest oblastnega pomena – Balta, Bilgorod-Dnistrovski, Biljajivka, Izmajil, Podilsk, Odesa, Teplodar, Čornomorsk in Južne – podrejenih neposredno oblastni vladi.
Reforma julija 2020 je število rajonov zmanjšala na sedem in vanje vključila tudi dotedanja mesta oblastnega pomena. Rajoni se nadalje delijo na 91 gromad (občin):
| Rajon                      | Upravno središče     | Površina (km²) | Prebivalstvo (2021) | Št. gromad |
| -------------------------- | -------------------- | -------------- | ------------------- | ---------- |
| Berezivski rajon           | Berezivka            | 5551,6         | 106.490             | 16         |
| Bilgorod-Dnistrovski rajon | Bilgorod-Dnistrovski | 5220,6         | 198.572             | 16         |
| Bolgradski rajon           | Bolgrad              | 4559,4         | 146.424             | 10         |
| Izmajilski rajon           | Izmajil              | 3434,4         | 207.333             | 6          |
| Odeški rajon               | Odesa                | 3922,8         | 1.382.541           | 22         |
| Podilski rajon             | Podilsk              | 7063,6         | 224.163             | 12         |
| Rozdilnski rajon           | Rozdilna             | 3564,4         | 102.584             | 9          |

## Prebivalstvo
Narodnostna sestava Odeške oblasti je raznolika: ob ukrajinskem popisu prebivalstva leta 2001 se je 62,8 % prebivalcev opredelilo za Ukrajince, 20,7 % za Ruse, 6,1 % za Bolgare, 5,0 % za Moldavce in 1,1 % za Gagauze, drugih narodnosti je bilo manj kot po odstotek.
46,3 odstotka prebivalcev je kot svoj materni jezik navedlo ukrajinščino, 41,9 odstotka pa ruščino.

## Zgodovina
Med gibanjem Evromajdan je ruska manjšina v oblasti začela s protesti. Med januarjem in aprilom 2014 so protestniki na več protestih zahtevali več avtonomije in vzpostavitev Odeške avtonomne republike. 1. marca je v središču Odese protestiralo do 20.000 proruskih protestnikov.
18. novembra 2022 so v Odesi izbruhnili protesti. Po štirih dneh električnih mrkov so prebivalci začeli protestirati, trdoč, da vlada električno energijo iz regije, ki je zračni napadi Rusije na civilno infrastrukturo praktično niso prizadeli, preusmerja v "bolj patriotske" regije.